# Olympique de Marseille 1988-1989
Questa voce raccoglie le informazioni riguardanti l'Olympique de Marseille nelle competizioni ufficiali della stagione 1988-1989.

## Maglie e sponsor
Lo sponsor tecnico per la stagione 1988-1989 è Adidas, mentre gli sponsor ufficiali sono Loto Sportif ed Alain Afflelou per il campionato, nonché RTL per la Coppa di Francia. Nelle gare di coppa nazionale viene impiegata una divisa caratterizzata da una striscia orizzontale al centro.
| Casa (Campionato) | Trasferta (Campionato) | Casa (Coppa di Francia) |  |

## Organigramma societario
Area direttiva
- Presidente: Bernard Tapie
- Amministratore: Jean-Pierre Bernès

Area tecnica
- Direttore sportivo: Michel Hidalgo
- Allenatore: Gérard Gili

## Rosa
| N. |                           | Ruolo | Calciatore         |
| -- | ------------------------- | ----- | ------------------ |
|    | Francia (bandiera)        | P     | Gérald Di Giorgio  |
|    | Francia (bandiera)        | P     | Gaëtan Huard       |
|    | Francia (bandiera)        | P     | Henri Stambouli    |
|    | Francia (bandiera)        | D     | Éric Di Meco       |
|    | Germania Ovest (bandiera) | D     | Karlheinz Förster  |
|    | Francia (bandiera)        | D     | Yvon Le Roux       |
|    | Francia (bandiera)        | D     | Éric Mura          |
|    | Francia (bandiera)        | D     | José Pastinelli    |
|    | Francia (bandiera)        | D     | Didier Santini     |
|    | Francia (bandiera)        | D     | Philippe Thys      |
|    | Francia (bandiera)        | C     | Gérard Bernardet   |
|    | Francia (bandiera)        | C     | Benoît Cauet       |
|    | Francia (bandiera)        | C     | Jean-Claude Durand |

| N. |                           | Ruolo | Calciatore          |
| -- | ------------------------- | ----- | ------------------- |
|    | Francia (bandiera)        | C     | Patrice Eyraud      |
|    | Francia (bandiera)        | C     | Pascal Gastien      |
|    | Francia (bandiera)        | C     | Bruno Germain       |
|    | Francia (bandiera)        | C     | Frédéric Meyrieu    |
|    | Ghana (bandiera)          | C     | Abedi Pelé          |
|    | Francia (bandiera)        | C     | Franck Sauzée       |
|    | Francia (bandiera)        | C     | Philippe Vercruysse |
|    | Francia (bandiera)        | A     | André Basile        |
|    | Germania Ovest (bandiera) | A     | Klaus Allofs        |
|    | Francia (bandiera)        | A     | Éric Cantona        |
|    | Senegal (bandiera)        | A     | Abdoulaye Diallo    |
|    | Francia (bandiera)        | A     | Jean-Pierre Papin   |